# Harry Holman (Fußballspieler, 1920)
Harold Western „Harry“ Holman (* 25. September 1920 in Exeter; † 13. Juli 1977 ebenda) war ein englischer Fußballspieler.

## Karriere
Holman soll 1945 fußballerisch in Südafrika in Erscheinung getreten sein, bevor er 1946 im Südosten Englands für Budleigh Salterton in der Exeter and East Devon League aktiv war. Im September 1946 trat der Amateurspieler als Teil eines „experimentellen Angriffs“ für die Reserve von Exeter City in der Southern League gegen Barry Town in Erscheinung, einen Monat später traf er bei einer 1:3-Niederlage bei Merthyr Town.
Mitte Dezember stieg Holman bei Exeter zum Teilzeitprofi und gab unmittelbar darauf unter Trainer George Roughton sein Debüt für Exeters erste Mannschaft in der Football League Third Division South. Dabei profitierte er davon, dass bei Exeter zuvor drei Mittelstürmer verletzungsbedingt ausgefallen waren. Während er in der Reserve üblicherweise auf Rechtsaußen spielte, stand er bei seinem Debüt gegen die Bristol Rovers als Mittelstürmer auf dem Platz. Er trug mit zwei Toren zum 3:2-Heimsieg bei, und während er bei seinem ersten Treffer den Ball nur über die Linie drücken musste, vermerkte der Korrespondent über seinen zweiten Treffer: „spektakulärer Schuss, das Ergebnis einer cleveren Bewegung um sich in Position zu bringen, ehe [er] den Ball hart in die Ecke des Netzes krachen ließ.“ Auch nach der Rückkehr des etatmäßigen Mittelstürmers Billy Owen verblieb Holman in der Mannschaft, für zwei Partien ersetzte er Bill Mustard auf Rechtsaußen. Am Boxing Day 1946 gegen Brighton & Hove Albion rückte Holman für seinen vierten und letzten Einsatz wieder ins Sturmzentrum. Die Partie endete zwar mit einem 2:1-Erfolg, die Presse konstatierte allerdings: „Holman vollbrachte wenig Erwähnenswertes im Zentrum“. Holman spielte noch bis Saisonende regelmäßig im Reserveteam, im April 1947 erzielte er bei einem 5:1-Erfolg über Gloucester City einen Doppelpack.
Ob Holman in der Folge beim FC Southampton registriert war oder in Südafrika für Stella spielte ist ungesichert, ab November 1949 trat Holman bei Barnstaple Town in Erscheinung. Für das Reserveteam erzielte er bei einem 4:1-Sieg einen Hattrick, kurz darauf trat er auch erstmals für die erste Mannschaft des Klubs in der Division Two der Western League in Erscheinung, sein Debüt wurde presseseitig als „Bombenerfolg“ bewertet. Holman spielte bis Saisonende regelmäßig in der Sturmreihe für den Klub, das Team beendete die Saison als Staffelmeister.
Seinen Lebensunterhalt bestritt Holman als Betreiber eines Familienunternehmens im Transportgewerbe in Exeter. Sein gleichnamiger Sohn spielte in den 1970er Jahren ebenfalls für Exeter City.